# Hyphantosoma healyi
Hyphantosoma healyi is een tweekleppigensoort uit de familie van de Veneridae. De wetenschappelijke naam van de soort is voor het eerst geldig gepubliceerd in 1996 door Lamprell & Stanisic.